# 硫代乙酸锑
硫代乙酸锑(III)是一种化合物，化学式为Sb(SOCCH3)3，刚制备时为白色固体，久置转为分解产物硫化锑的橙黄色。它在湿空气中不会水解。

## 制备
硫代乙酸和三氧化二锑反应，可以得到硫代乙酸锑(III)：
Sb2O3 + 6 CH3COSH → 2 Sb(SOCCH3)3 + 3 H2O